# Euchilia quadrata
Euchilia quadrata är en skalbaggsart som beskrevs av Hippolyte Louis Gory och Achille Rémy Percheron 1835. Euchilia quadrata ingår i släktet Euchilia och familjen Cetoniidae. Inga underarter finns listade i Catalogue of Life.